# مايك جونز (لاعب كرة قدم مواليد 1960)
مايك جونز (بالإنجليزية: Mike Jones)‏ هو لاعب كرة قدم أمريكية ولاعب كرة قدم أمريكي في مركز مستقبل واسع ‏، ولد في 14 أبريل 1960 في تشاتانوغا في الولايات المتحدة. لعب مع مينيسوتا فايكنج ونيو أورليانز سينتس.

## وصلات خارجية
- مايك جونز على موقع مرجع كرة القدم المحترفة.كوم (الإنجليزية)